# Pratapa tyotaroi
Pratapa tyotaroi is een vlinder uit de familie van de Lycaenidae. De wetenschappelijke naam van de soort is voor het eerst geldig gepubliceerd in 1981 door Hayashi.